# Euscelidia valida
Euscelidia valida är en tvåvingeart som först beskrevs av Friedrich Hermann Loew 1858.  Euscelidia valida ingår i släktet Euscelidia och familjen rovflugor. Inga underarter finns listade i Catalogue of Life.